# Chantal Beaugeant
Chantal Beaugeant (née le 16 février 1961 à Saint-Étienne) est une athlète française, spécialiste des épreuves combinées.

## Biographie
Elle remporte quatre titres de champion de France, trois à l'heptathlon en 1984, 1985 et 1988, et un sur 400 m haies en 1986.
Elle améliore à six reprises le record de France de l'heptathlon, le portant à 6 702 pts le 18 juin 1988 lors du meeting de Götzis. 
Elle participe à l'heptathlon des Jeux olympiques de 1984 et 1988 mais ne termine pas le concours. En 1988 à Séoul, elle atteint les demi-finales du 400 m haies. En 1986, elle se classe 8e de l'heptathlon des championnats d'Europe à Stuttgart.

### Palmarès
- Championnats de France d'athlétisme :
  - vainqueur de l'heptathlon en 1984, 1985 et 1988.
  - vainqueur du 400 m haies en 1986.

### Records
| Épreuve    | Performance | Lieu   | Date         |
| ---------- | ----------- | ------ | ------------ |
| Heptathlon | 6 702 pts   | Götzis | 19 juin 1988 |